# Lester B. Pearson Award
Lester B. Pearson Award er et trofæ der årligt gives til den bedste spiller i NHL's grundspil. Vinderen findes efter en afstemning blandt NHL's spillere, organiseret af spillernes fagforening NHL Players Association (NHLPA).
Trofæet er opkaldt efter Lester B. Pearson, tidligere canadisk statsminister fra 1963 til 1968, vinder af Nobels Fredspris 1957 og en tidligere ishockeyspiller og træner ved Universitetet i Toronto.
Wayne Gretzky er den spiller der har vundet trofæet flest gange, nemlig 5 i perioden fra 1982-1987. 
Alexander Ovechkin, Washington Capitals vandt trofæet efter sæsonen 2007-08 foran Evgeni Malkin, Pittsburgh Penguins og Jarome Iginla, Calgary Flames.

## Lester B. Pearson Award vindere
- 2008 – Alexander Ovechkin, Washington Capitals
- 2007 – Sidney Crosby, Pittsburgh Penguins
- 2006 – Jaromir Jagr, New York Rangers
- 2005 – Ikke uddelt pga lockout
- 2004 – Martin St. Louis, Tampa Bay Lightning
- 2003 – Markus Näslund, Vancouver Canucks
- 2002 – Jarome Iginla, Calgary Flames
- 2001 – Joe Sakic, Colorado Avalanche
- 2000 – Jaromir Jagr, Pittsburgh Penguins
- 1999 – Jaromir Jagr, Pittsburgh Penguins
- 1998 – Dominik Hasek, Buffalo Sabres
- 1997 – Dominik Hasek, Buffalo Sabres
- 1996 – Mario Lemieux, Pittsburgh Penguins
- 1995 – Eric Lindros, Philadelphia Flyers
- 1994 – Sergei Fedorov, Detroit Red Wings
- 1993 – Mario Lemieux, Pittsburgh Penguins
- 1992 – Mark Messier, New York Rangers
- 1991 – Brett Hull, St. Louis Blues
- 1990 – Mark Messier, Edmonton Oilers
- 1989 – Steve Yzerman, Detroit Red Wings
- 1988 – Mario Lemieux, Pittsburgh Penguins
- 1987 – Wayne Gretzky, Edmonton Oilers
- 1986 – Mario Lemieux, Pittsburgh Penguins
- 1985 – Wayne Gretzky, Edmonton Oilers
- 1984 – Wayne Gretzky, Edmonton Oilers
- 1983 – Wayne Gretzky, Edmonton Oilers
- 1982 – Wayne Gretzky, Edmonton Oilers
- 1981 – Mike Liut, St. Louis Blues
- 1980 – Marcel Dionne, Los Angeles Kings
- 1979 – Marcel Dionne, Los Angeles Kings
- 1978 – Guy Lafleur, Montreal Canadiens
- 1977 – Guy Lafleur, Montreal Canadiens
- 1976 – Guy Lafleur, Montreal Canadiens
- 1975 – Bobby Orr, Boston Bruins
- 1974 – Bobby Clarke, Philadelphia Flyers
- 1973 – Phil Esposito, Boston Bruins
- 1972 – Jean Ratelle, New York Rangers
- 1971 – Phil Esposito, Boston Bruins

## Eksterne links
- NHL.com